# North Union Railway
A North Union Railway foi uma das companhias ferroviárias pioneiras do Reino Unido, criada em 1834.

## Origens
A North Union Railway resultou da primeira fusão ferroviária da história britânica. As duas companhias foram a Wigan Branch Railway e a Wigan and Preston Junction Railway. A primeira foi um ramal a partir da Liverpool and Manchester Railway em Parkside, servindo minas de carvão locais (particularmente por um ramal para New Springs) e a cidade de Wigan. A última foi inicialmente promovida como uma companhia separada, para conectar Wigan com Preston, atualmente a capital do condado. A nova companhia foi criada em 22 de maio de 1834.
A linha foi totalmente aberta em 31 de outubro de 1838, e operava a partir da Liverpool and Manchester Railway, em Parkside, perto de Warrington, ao norte de Preston, através de Wigan. Mais tarde, ela absorveu a Bolton and Preston Railway, cuja linha fazia um cruzamento com a North Union em Euxton, em 10 de maio de 1844. Foi arrendada à Grand Junction Railway, em associação com a Manchester and Leeds Railway, em 27 de julho de 1846.

## Estações
- Preston
- Farrington (renomeada para Farington em 1857; fechada em 1960)
- Leyland (originalmente chamada Golden Hill em seus primeiros meses)
- Euxton (fechada em 1895; atualmente a Euxton Balshaw Lane está próxima)
- Coppull (fechada em 1968)
- Standish Lane (renomeada para Standish em 1844; fechada em 1949)
- Boar's Head (fechada em 1949)
- Wigan (renomeada para Wigan North Western em 1924)
- Bamfurlong (fechada em 1950)
- Golborne (renomeada para Golborne South em 1949; fechada em 1961)
- Haydock Racecourse (fechada em 1902)
- Preston Junction (renomeada para Lowton  em 1877; fechada em 1949)
- Parkside (fechada em 1878)

(Butt, 1995; Dewick, 2002; Wignall, 1983)